# بريدا با-65
بريدا با-65 هي طائرة إيطالية ذات محرك واحد واحادية المَقعد، أستخدمت في الحرب الأهلية الإسبانية في الجزء الأول من الحرب العالمية الثانية، وكانت طائرات الهجوم الإيطالية الوحيدة التي شهدت الخدمة الفعلية في هذا الدور، ولقد تم تصدير قرابة 55 طائرة وأستخدمتها دول كالعراق وتشيلي والبرتغال.

## النسخ
- با-65

أحادية المَقعد
- با-65bis

ثنائية المَقعد
- با-65bis

ثنائية المقعد للتدريب

## المشغلين
المملكة الإيطالية
 العراق
- القوة الجوية الملكية العراقية

 تشيلي
- سلاح الجو التشيلي

 باراغواي
- سلاح الجو البارغواي

 البرتغال
- سلاح الجو البرتغالي

 اسبانيا
- القوات الجوية الإسبانية

## المواصفات (نسخة المقعد الواحد)
- الطاقم: 1
- الطول: 9.30 م
- المسافة بين الجناحين: 12.10 م
- الارتفاع: 3.20 م
- مساحة الجناح: 23.5 م²
- اقصي ارتفاع: 6,300 كم
- الوزن الخالي: 2,400 كجم
- الوزن الإجمالي عند الإقلاع: 2,950 كجم
- السرعة القصوى: 430 كم/س
- المدى : 550 كم

### فهرس
- Angelucci, Enzo and Paolo Matricardi. World Aircraft: World War II, Volume I (Sampson Low Guides). Maidenhead, UK: Sampson Low, 1978. ISBN 0-562-00096-8.
- Mondey, David. "Breda Ba.65." The Hamlyn Concise Guide to Axis Aircraft of World War II. New York: Bounty Books, 2006. ISBN 0-7537-1460-4.
- Sgarlato, Nico. Italian Aircraft of World War II. Warren, Michigan: Squadron/Signal Publications, 1979. ISBN 0-89747-086-9.
- Shores, Christopher. Regia Auronautica, a Pictorial History of the Italian Air Force. Vol. 1: 1940–1943. Warren, Michigan: Squadron/Signal Publications, 1976. No ISBN.
- Taylor, Michael J.H. Jane's Encyclopedia of Aviation Vol. 2 . Danbury, Connecticut: Grolier Educational Corporation, 1980. ISBN 0-7106-0710-5.
- Winchester, Jim. "Breda Ba.65." Aircraft of World War II (The Aviation Factfile). Kent, UK: Grange Books plc, 2004. ISBN 1-84013-639-1.